# 男の肖像 (アントネロ・ダ・メッシーナ、ロンドン)
『男の肖像』（おとこのしょうぞう、伊: Ritratto d'uomo）は、イタリアのルネサンス期の画家アントネロ・ダ・メッシーナによる油彩画である。制作年は1475-1476年ごろで、現在はロンドンのナショナル・ギャラリーに所蔵されている。本作は、1979年から1983年に発行されたイタリアの5,000リラ紙幣に印刷されていた。
ポプラの板に油彩で描いた35.6 cm x 25.4 cm の絵画である。当時の中上流階級の衣服を身に着けた、特定されていない男性を描いている。革のブラウスを着ており、その下に白いシャツが見え、赤い布の帽子を被っている。アントネロは、色彩の重ね塗りとグラデーションを使用して、リアルな三次元的外観の肖像を制作した。暗い背景に強く照らされ、緊密にトリミングされたこの構図は、当時のイタリア絵画の伝統から離れており、アントネロがイタリアで個人的に知っていたペトルス・クリストゥスを含むフランドル派の絵画に出発点としている。たとえば、ヤン・ファン・エイクによる1433年の『赤いターバンの男の肖像』と比較してみると、そのことがわかる。
作品は、アントネロの現存する12点の肖像画のうちの一点である。12点は、すべて胸像で、ほとんどの作品では頭部と肩を描かれた男性が暗い背景の中にいる。本作は、1883年にロンドンのナショナル・ギャラリーが購入した。 X線分析により、目は本来、別の方向を向いていたことが判明した。アントネロの他のいくつかの肖像画と同様に、署名付きの欄干が含まれていた可能性があるが、後に切断された。画家後期の本作は、自画像である可能性が示唆されている。

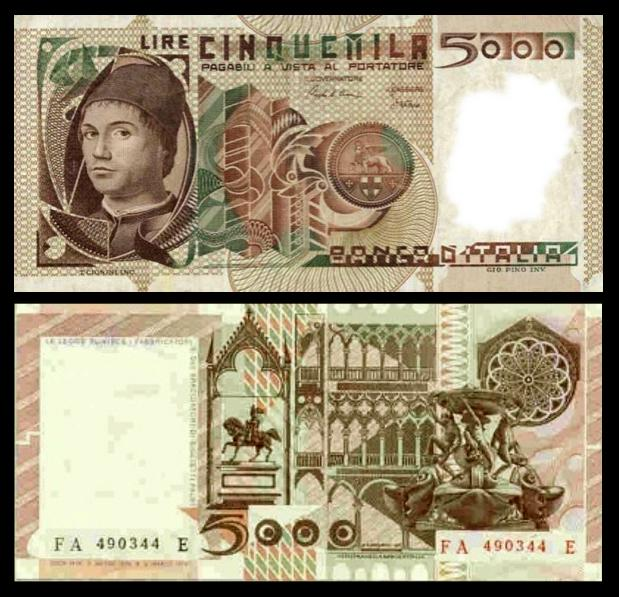
1979年から1983年に発行されたイタリアの5,000リラ紙幣